# Cratere Hédervári
Hédervári è un cratere lunare di 74,14 km situato nella parte sud-orientale della faccia visibile della Luna.
È intitolato a Péter Hédervári (1931-1984), astronomo ungherese.